# William George Gregory

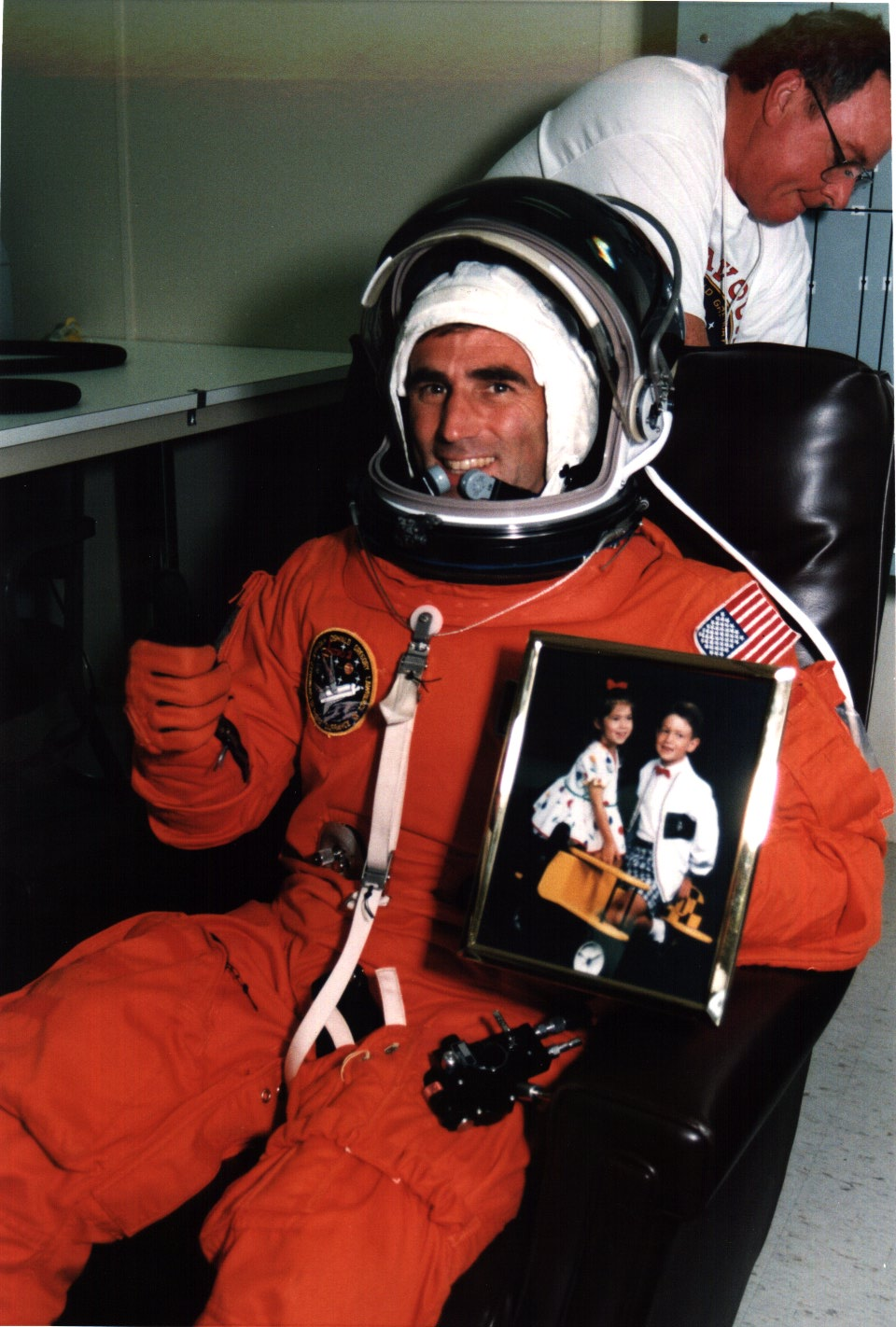
Gregory grüßt vor dem Start seine Kinder

William George „Borneo“ Gregory (* 14. Mai 1957 in Lockport, Bundesstaat New York) ist ein ehemaliger US-amerikanischer Astronaut. 
Gregory erhielt 1979 einen Abschluss in Maschinenbau von der United States Air Force Academy und 1980 einen Master in Maschinenbau von der Columbia University. 1984 erhielt er einen Master in Management von der Troy State University.
Von 1981 bis 1986 war Gregory Kampfpilot und Pilotenausbilder in Lakenheath, England und auf der Cannon Air Force Base in New Mexico. 1987 besuchte er die US Air Force Test Pilot School und wurde ab 1988 bis 1990 als Testpilot auf der Edwards Air Force Base in Kalifornien eingesetzt.

## Astronautentätigkeit
Im Januar 1990 wurde Gregory von der NASA als Astronautenanwärter ausgewählt. Neben verschiedenen anderen Tätigkeiten im Astronautenbüro war er auch Leiter der Abteilung für Spacecraft Operations.

### STS-67
Auf seiner ersten und einzigen Weltraummission flog Gregory am 2. März 1995 als Pilot des Space Shuttles Endeavour ins All. Es war der zweite Flug des Astro-Observatoriums mit drei Ultra-Violett-Teleskopen an Bord. Der Flug dauerte über 16 Tage und endete mit der Landung am 18. März 1995 auf der Edwards Air Force Base in Kalifornien.

## Nach der NASA
Im Sommer 1999 schied Gregory aus der NASA und der Air Force aus und arbeitete bis August 2008 als Manager of Business Development für Honeywell in Phoenix, danach bei Micro-Tronics. Im November 2010 wurde er Bereichsleiter für Geschäftsentwicklung bei der Firma Qwaltec in Tempe.

## Leben und Privates
William Gregory ist albanischer Abstammung, die Familie stammt ursprünglich aus Korça. Gregory taufte sich in der albanisch-orthodoxen Kirche St. Elia in Jamestown, New York. Gregory ist verheiratet und hat zwei Kinder.